# 运光新村
运光新村是中華人民共和國上海市虹口區東部運光路附近的一個住宅區，佔地30公頃，共有住宅建築34幢，名稱來自於運光路。住宅始建於1977年。